# Everybody's in Show-Biz
Everybody's in Show-Biz è un album discografico del gruppo rock britannico The Kinks, pubblicato nel 1972 dalla RCA Records.

## Descrizione
Si tratta di un album doppio con un disco con brani in studio e il secondo con la registrazione di un concerto tenuto in due serate alla Carnegie Hall.
Questo album segna l'esplorazione da parte di Davies delle difficoltà della vita da rock star e della monotonia dei tour, temi che sarebbero riapparsi in album successivi come The Kinks Present A Soap Opera e l'album live del 1987 Live: The Road.
Il 3 giugno 2016 è stata pubblicata una "Legacy Edition", con il disco 1 contenente l'album stereo originale (tracce in studio e live) e il disco 2 contenente tracce bonus tra cui tracce live inedite dai concerti alla Carnegie Hall, mix alternativi e outtake in studio. (Le tracce 6-10 del disco 2 sono state registrate l'altra sera del concerto di due notti alla Carnegie Hall; la traccia 14 del disco 2 è un outtake inedito; e le tracce 1 e 12 del disco 2 sono le stesse delle tracce bonus della ristampa del 1998.)

## Tracce
- Tutti i brani sono opera di Ray Davies, eccetto dove indicato diversamente.

Disc 1
1. Here Comes Yet Another Day - 3:53
2. Maximum Consumption - 4:04
3. Unreal Reality - 3:32
4. Hot Potatoes - 3:25
5. Sitting in My Hotel - 3:20
6. Motorway - 3:28
7. You Don't Know My Name (Dave Davies) - 2:34
8. Supersonic Rocket Ship - 3:29
9. Look a Little on the Sunny Side - 2:47
10. Celluloid Heroes - 6:19

Disc 2
1. Top of the Pops - 4:33
2. Brainwashed - 2:59
3. Mr. Wonderful (Jerry Bock, George David Weiss, Lawrence Holofcener) - 0:42
4. Acute Schizophrenia Paranoia Blues - 4:00
5. Holiday - 3:53
6. Muswell Hillbilly - 3:10
7. Alcohol - 5:19
8. Banana Boat Song (Irving Burgie, William Attaway) - 1:42
9. Skin and Bone - 3:54
10. Baby Face (Benny Davis, Harry Akst) - 1:54
11. Lola - 1:40

### Bonus tracks ristampa CD 1998
1. Till the End of the Day - 2:00
2. She's Bought a Hat Like Princess Marina - 3:04

## Formazione
- Ray Davies - voce solista, chitarra acustica, chitarra resofonica
- Dave Davies - chitarra solista, chitarra slide, banjo, cori, chitarra acustica 12 corde in Celluloid Heroes, voce solista in You Don't Know My Name
- John Dalton - basso, cori
- John Gosling - tastiere
- Mick Avory - batteria
- Mike Cotton - tromba
- John Beecham - trombone, tuba
- Alan Holmes - sassofono, clarinetto
- Dave Rowberry - organo in Celluloid Heroes